# Debes (månekrater)
Debes er et nedslagskrater på Månen. Det befinder sig nord for Mare Crisium i den østlige del af Månens forside og er opkaldt efter den tyske kartograf Ernest Debes (1840 – 1923).
Navnet blev officielt tildelt af den Internationale Astronomiske Union (IAU) i 1935. 

## Omgivelser
Debeskrateret ligger lige nordvest for Tralleskrateret og det fremtrædende Cleomedeskrater.

## Karakteristika
Krateret slutter sig til det ovale "Debes A" ved et brud i den sydlige rand. Det sidstnævnte krater er for sit vedkommende sluttet til "Debes B" langs sin vestlige rand, så resultatet er blevet en triplekrater-formation. Det tilbageværende af Debes er noget eroderet og afrundet i forhold til den skarpere kant på Tralles, og kraterbunden er forholdsvis jævn og uden særlige formationer.

## Satellitkratere
De kratere, som kaldes satellitter, er små kratere beliggende i eller nær hovedkrateret. Deres dannelse er sædvanligvis sket uafhængigt af dette, men de får samme navn som hovedkrateret med tilføjelse af et stort bogstav. På kort over Månen er det en konvention at identificere dem ved at placere dette bogstav på den side af satellitkraterets midte, som ligger nærmest hovedkrateret. Debeskrateret har følgende satellitkratere:
| Debes | Længde  | Bredde  | Diameter |
| ----- | ------- | ------- | -------- |
| A     | 28,8° N | 51,5° Ø | 33 km    |
| B     | 29,0° N | 50,6° Ø | 19 km    |

## Måneatlas
- Billeder af Debeskrateret i LPI-måneatlasset